# روز إلينور دوغال
روز إلينور دوغال (بالإنجليزية: Rose Elinor Dougall)‏ هي مغنية بريطانية، ولدت في 13 مارس 1986 في برايتون في المملكة المتحدة.

## وصلات خارجية
- الموقع الرسمي
- روز إلينور دوغال على موقع ميوزك برينز (الإنجليزية)
- روز إلينور دوغال على موقع أول ميوزيك (الإنجليزية)
- روز إلينور دوغال على موقع ديسكوغز (الإنجليزية)